# ゴードン・コンウェイ
サー・ゴードン・リチャード・コンウェイ（Sir Gordon Richard Conway KCMG FRS FRGS FREng、1938年7月6日 - 2023年7月30日）は、農業生態学者、元ロックフェラー財団会長、元王立地理学会会長。現在はインペリアル・カレッジ・ロンドンの国際開発学教授であり、ビル&メリンダ・ゲイツ財団が資金を提供し、アフリカにおける農業開発へのヨーロッパからの援助に焦点を当てた資金援助組織アグリカルチャー・フォー・インパクトの役員である。

## 学歴
コンウェイは、バンガー大学、ケンブリッジ大学を経て、トリニダード島の西インド諸島大学に学んだ。また、Doctor of Philosophyの学位をカリフォルニア大学デービス校で取得した。

## 経歴
1960年代前半、ボルネオ島北部のサバ州で研究に従事していたコンウェイは、持続可能な農業と統合的な疫病対策の先駆者のひとりとなった。1970年から1986年にかけて、インペリアル・カレッジ・オブ・サイエンス・アンド・テクノロジーで、環境技術の教授を務めた。次いで、ロンドンの国際環境開発研究所の役員を経て、1988年から1992年にかけてニューデリーにおけるフォード財団代表を務めた。その後、サセックス大学の副学長、開発研究所所長となった。
1998年4月、コンウェイはロックフェラー財団の第11代会長に選出され、以降2004年までその職にあった。2004年から2009年にかけては王立地理学会の会長も務めた。2005年1月からは、イギリスの国際開発省における主任科学顧問 (Chief Scientific Adviser) となり、2009年までこれを務めた。
コンウェイは現在はインペリアル・カレッジ・ロンドンで、ビル&メリンダ・ゲイツ財団が資金を提供するプロジェクトであるアグリカルチャー・フォー・インパクトに従事し、サハラ以南のアフリカにおける小農たちのために、生産量拡大の途を探り、農業開発を拡大することに取り組んでいる。へのヨーロッパからの援助に焦点を当てた資金援助組織アグリカルチャー・フォー・インパクトの役員である。コンウェイは、イースト・サセックス州の副統監である。
2023年7月30日死去。

## 栄誉と受賞
- 2004年：王立協会フェローに選出[15][16]
- 2005年：聖マイケル・聖ジョージ勲章ナイト・コマンダー (KCMG)
- 2005年：『Foreign Policy』誌の世界の頭脳100（英語版）に選出
- 2008年：王立工学アカデミー（英語版）名誉フェローに選出[17]
- 2017年：王立地理学会より金メダル（創立者メダル）を授与される[18]

## 著作

### 単著
- Unwelcome Harvest: agriculture and pollution (Earthscan, Island Press)  ISBN 1-85383-036-4
- The Doubly Green Revolution: Food for all in the 21st century (Penguin and University Press, Cornell) ISBN 0-8014-8610-6
- Islamophobia: a challenge for us all (The Runnymede Trust) ISBN 0-902397-98-2.

### 共著
- Science and Innovation for Development (UK Collaborative on Development Sciences (UKCDS))
- One Billion Hungry: Can we Feed the World?' was published in October 2012.